# Burg Dreistein

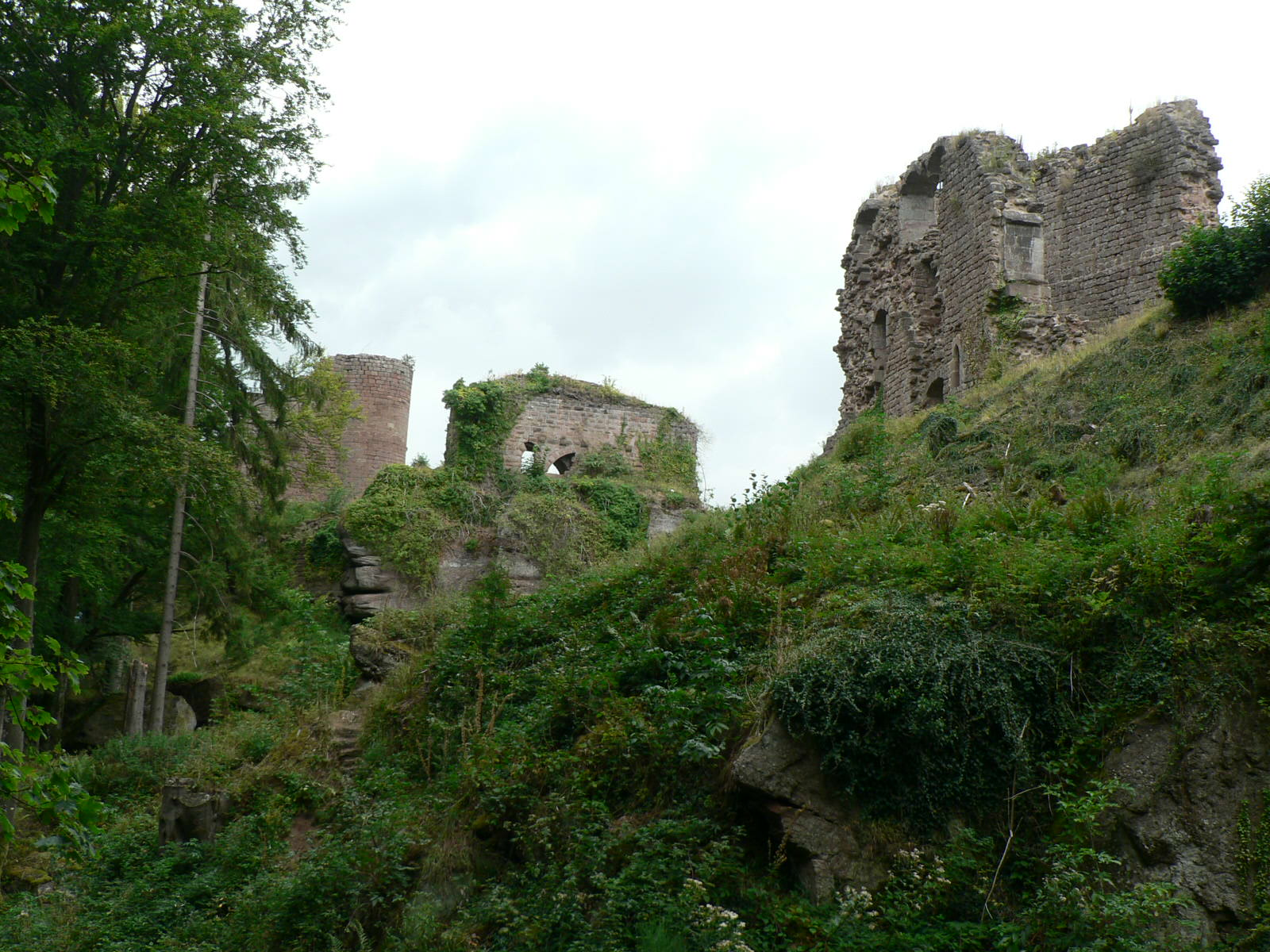
Burg Dreistein, Ansicht von Südosten (2015)

Die Ruinen der Burg Dreistein (französisch Château de Dreistein), gelegentlich auch Dreystein geschrieben, stehen auf 628 Meter Höhe auf einem Felssporn der mittleren Vogesen etwa einen Kilometer westlich des Klosters Hohenburg auf dem Odilienberg. Die Anlage liegt auf dem Gebiet der elsässischen Gemeinde Ottrott im Département Bas-Rhin und gehört zu einer Gruppe von insgesamt neun Burgen in einem Bereich von wenigen Quadratkilometern rund um den Odilienberg, darunter Burg Birkenfels, das Hagelschloss und die Burg Kagenfels. Seit dem 9. März 1990 steht die Burg als eingeschriebenes Monument historique (inscrit) unter Denkmalschutz. Die Burgruine befindet sich zwar in Privatbesitz, ist aber jederzeit frei zugänglich.

## Geschichte

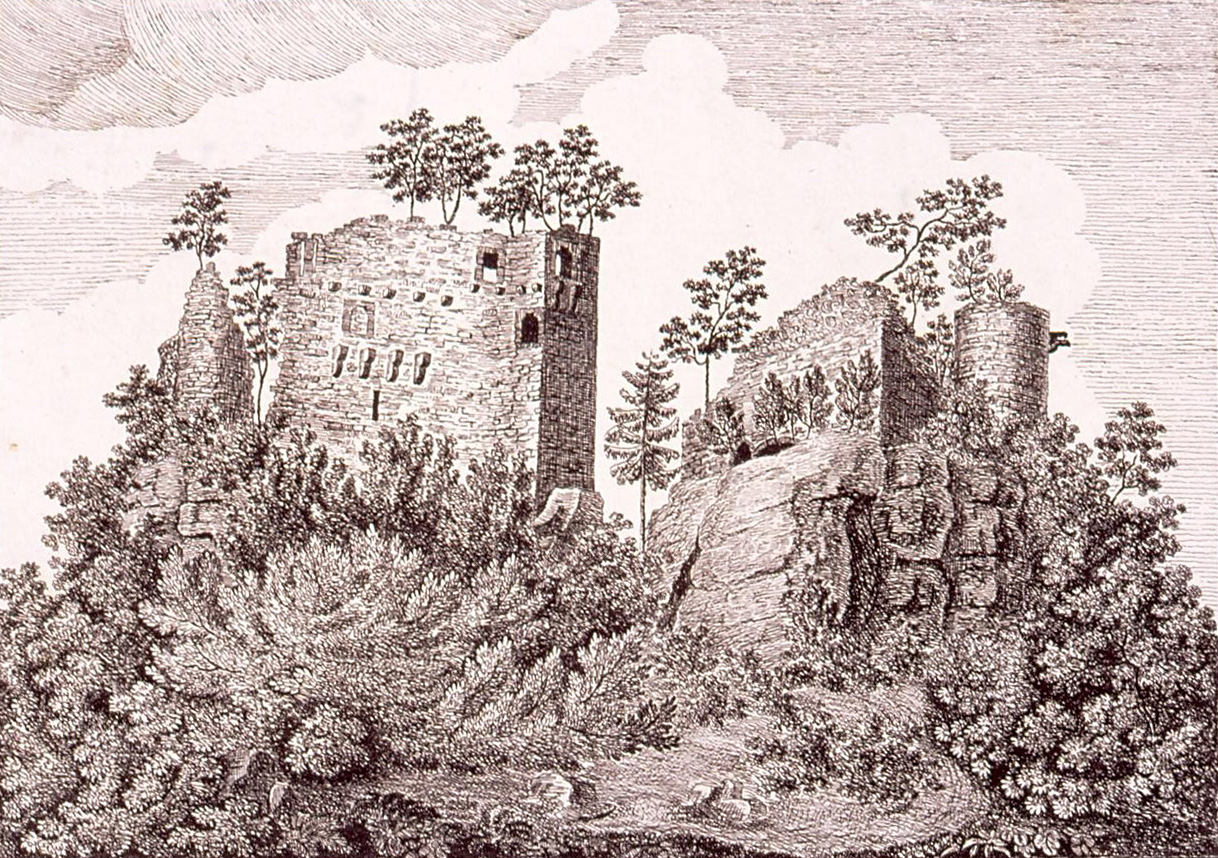
Die Burgruine Dreistein 1816, Illustration von Emanuel Friedrich Imlin

Die gesicherte Geschichte der Anlage ist bisher sehr lückenhaft, denn es sind kaum Quellen zu Dreistein vorhanden. Die Spornburg ist vermutlich eine Gründung des 13. Jahrhunderts. Möglicherweise wurde sie gebaut, um die mächtige Abtei Hohenburg zu schützen. Entsprechend war sie anfänglich vielleicht der Sitz eines Hohenburger Ministerialen. 1432 wurde die Anlage als „schloss zu den drey Steinen“ erstmals urkundlich erwähnt. Zu jener Zeit befand sie sich im Besitz der Familie von Rathsamhausen, der Kaiser Friedrich III. die Burg im Jahr 1435 als Reichslehen zusprach. 1550 bestätigte Kaiser Karl V. den Rathsamhausen-Ehenweyer dieses Lehen noch einmal.
Um 1670 wurde die Burganlage als zerstört beschrieben. Wie es dazu kam, ist jedoch unbekannt. Möglicherweise wurde der östliche Teil von Dreistein schon um 1400 aufgegeben. Die Familie von Rathsamhausen blieb bis zur Französischen Revolution Eigentümerin der Anlage. Dann konfisziert und als Nationaleigentum an einen Herrn Rohmer verkauft, kam die Burg über einen Herrn Fuchs schließlich an die Familie des Fabrikanten Schäfer aus Oberehnheim. Im Jahr 1866 wurden Konsolidierungsarbeiten an den Ruinen durchgeführt, wovon eine Jahreszahl in einem zu jener Zeit rekonstruierten Gewände kündet.

## Beschreibung
Die Ruinen der Burg stehen auf einem Felssporn, der nach Westen vorspringt. Durch zwei bis zu 20 Meter tiefe Gräben ist er in zwei frei stehende Abschnitte unterteilt, auf denen die Reste zweier Gebäudekomplexe aus rotem Vogesensandstein stehen. Der östliche von ihnen wird Klein-Dreistein (französisch Petit-Dreistein) oder Ostburg genannt, während der westliche auch mit Groß-Dreistein (französisch Grand-Dreistein) bezeichnet wird. Das Baumaterial stammt zum Teil aus den künstlich vergrößerten Gräben und von der sogenannten Heidenmauer, von der ein Abschnitt nahe an der Burganlage vorbeiführt.
Der westliche der beiden Ruinenkomplexe besteht aus einer Doppelburg, deren Form wahrscheinlich durch die Teilung einer Familie in zwei Linien bedingt ist. Die beiden so entstandenen Teile werden nach ihrer Lage Westburg und Mittelburg genannt. Entsprechend besteht Dreistein eigentlich aus drei unabhängigen Burgen, die jeweils ihren eigenen Eingang besitzen und der Anlage ihren Namen gaben, denn im Mittelalter konnte „stein“ nicht nur einen Felsen, sondern auch eine darauf stehende Burg bezeichnen.

### Westburg

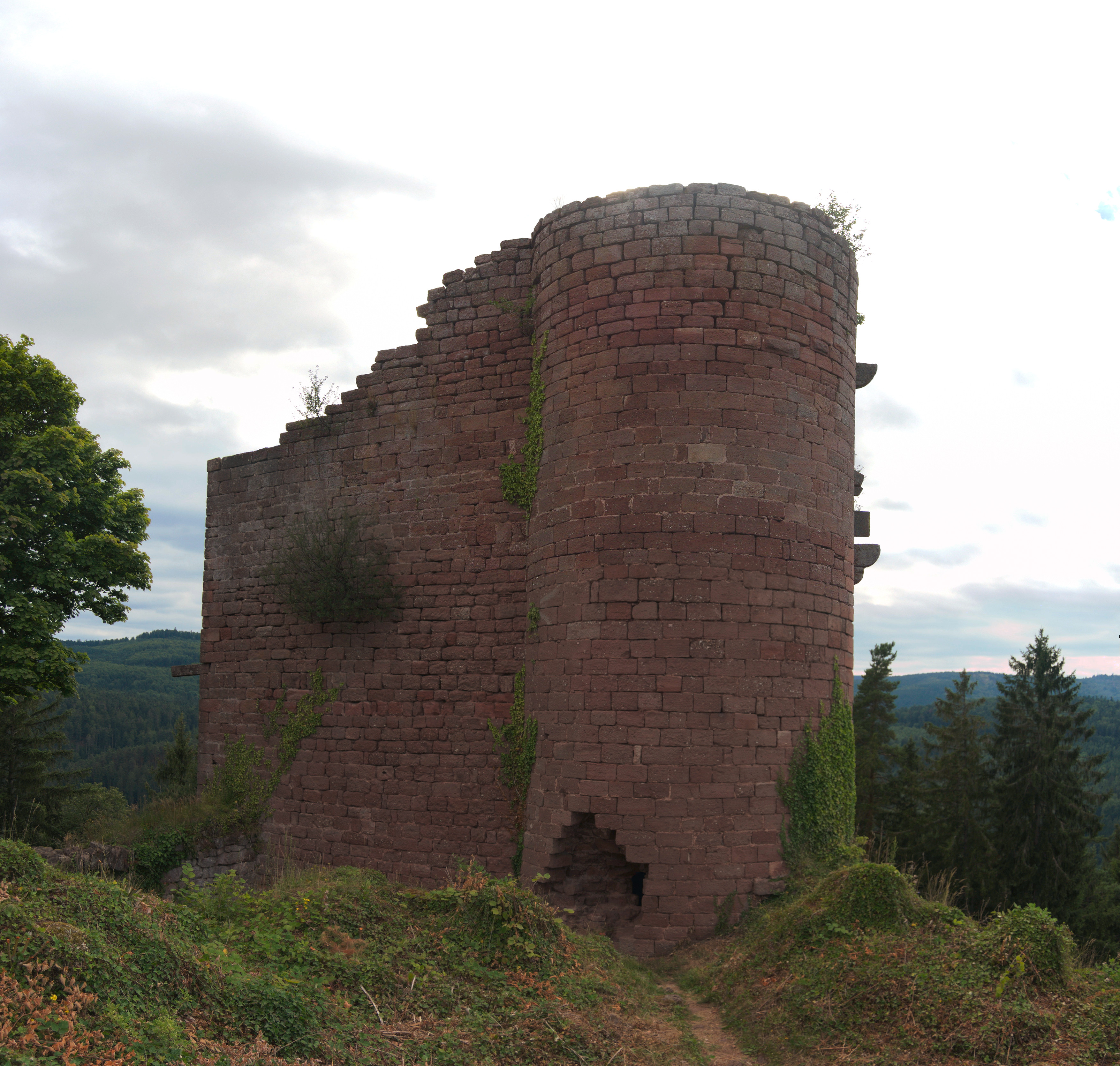
Die Westburg mit ihrem Rundturm

Von der Westburg existieren noch geringe Reste der Unterburgringmauer sowie ein Wohnbau, der früher mindestens drei Geschosses besessen hat. Dessen Ostwand, welche die Westburg von der Mittelburg trennte, fungierte als Schildmauer und war ohne jegliche Öffnung. In der Südseite seines ersten Obergeschosses ist die 5,10 Meter breite Öffnung einer Fenstergruppe erhalten. Das Gewölbe ihrer Sitznische ist mit zahlreichen Steinmetzzeichen versehen.
An der Nordost-Ecke der Burg steht ein Rundturm, der von dem heute fast vollständig verschwundenen zweiten Obergeschoss des Wohnbaus zu betreten war. Früher besaß der Turm einen vorgehängten Holzerker und einen Aborterker. In seinem Inneren führt eine Wendeltreppe bis zur obersten Etage, die von einem Kuppelgewölbe überspannt war. Schildmauer und Turm sind noch bis zu einer Höhe von etwa 12 Metern erhalten.
Der Zugang zur Westburg erfolgte an der Westseite durch ein heute zerstörtes Tor.

### Mittelburg

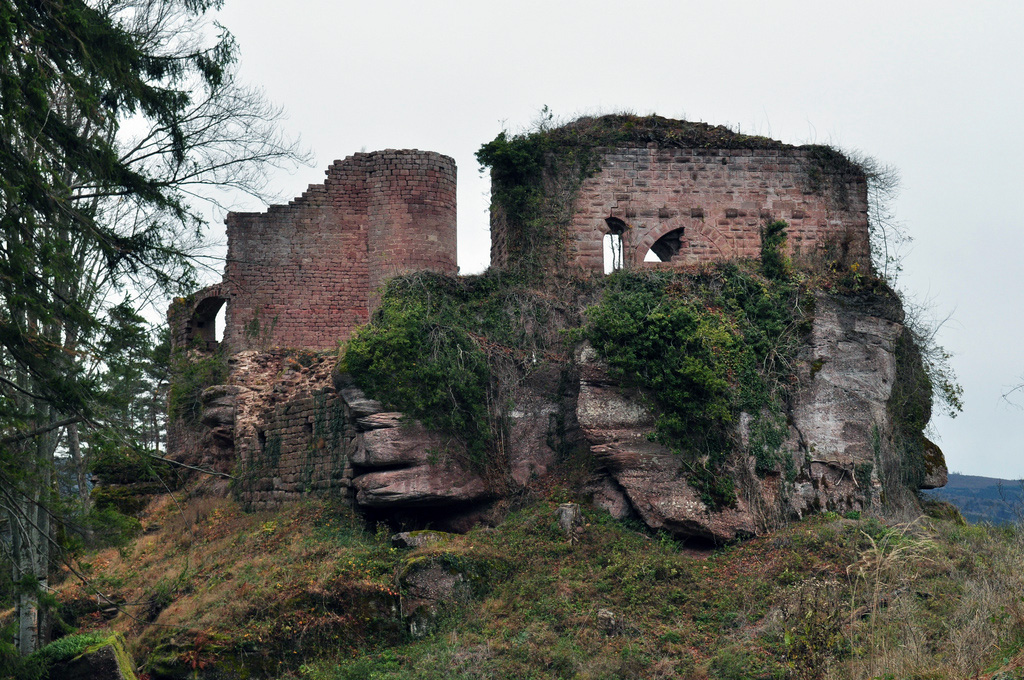
Westburg (links) und Mittelburg (rechts), Ansicht von Südosten

Anhand von stilistischen Merkmalen, die jedoch nicht zahlreich und dazu auch wenig spezifisch sind, kann der Bau der Mittelburg ganz grob in das 13. Jahrhundert datiert werden. Die Anlage wurde wahrscheinlich gemeinsam mit der Westburg in einem Zug errichtet und schließt mit einem kleinen Innenhof unmittelbar östlich an diese an. Gen Osten war sie durch eine mit Buckelquadern verkleidete Schildmauer geschützt. Diese ist noch bis zu sechs Metern hoch und weist zahlreiche Steinmetzzeichen auf. Das Areal der Mittelburg weist zwei Höhenniveaus auf. Im höher gelegenen, nördlichen Teil stand früher ein Wohnbau, von dem heute nur noch wenige Mauerreste übrig sind. Südlich von diesem stand ein niedriger gelegenes zweites Gebäude, dessen Südmauer teilweise noch bis zu einer Höhe von acht Metern erhalten ist und einen Abort- oder Wurferker besaß.

### Ostburg

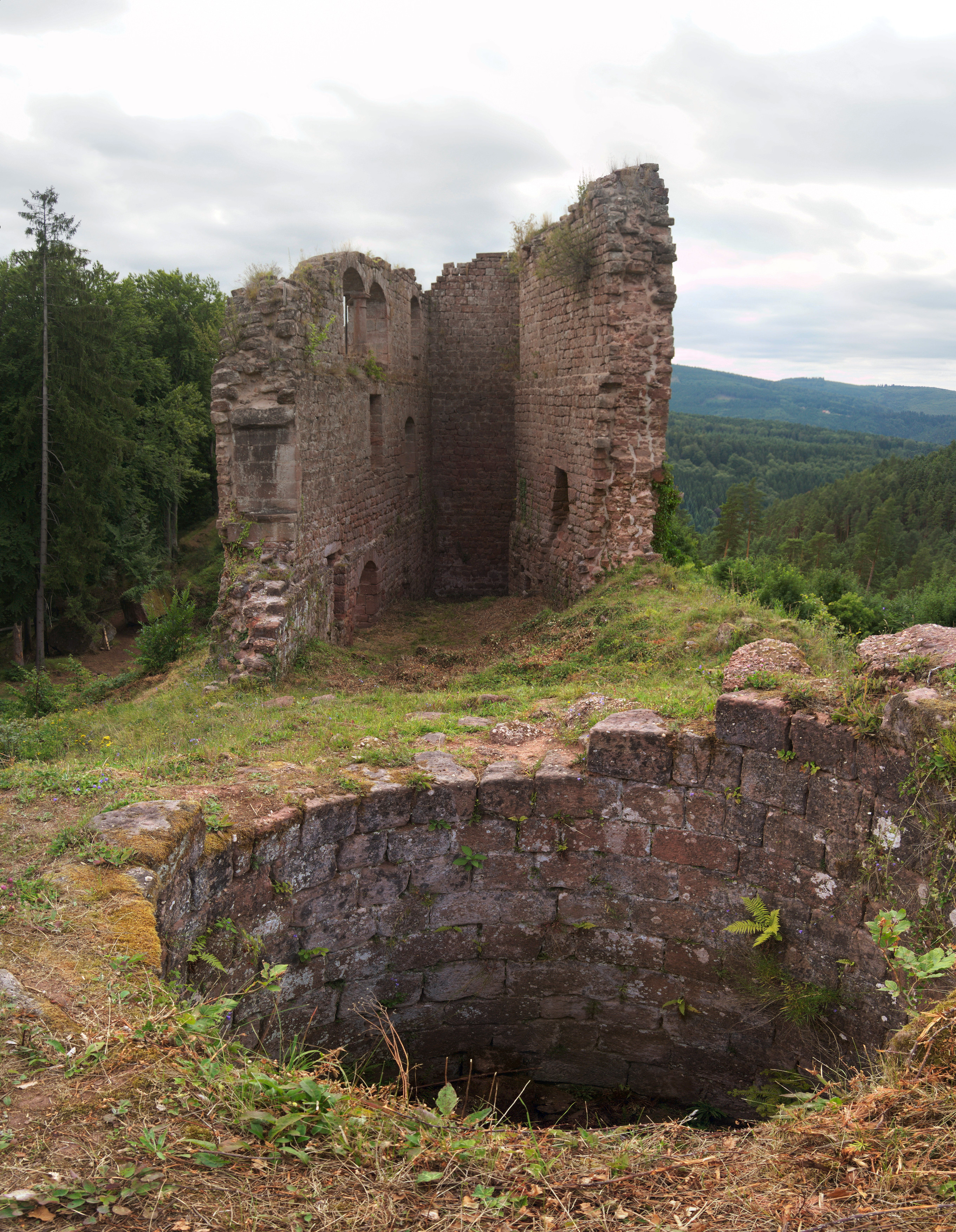
Wohnbau und Bergfriedfundament der Ostburg

Die Ostburg auf dem östlichen Felsabschnitt steht etwa 30 Meter von der Mittelburg entfernt. Von ihr ist im Wesentlichen nur noch der Westteil des 26 Meter langen, dreigeschossigen Wohnbaus erhalten. Mit einer lichten Weite von lediglich drei bis sechs Metern war er sehr schmal gebaut. Seine zur Mittelburg gelegene Westwand ist verstärkt und bis zu zwei Metern dick. Das Untergeschoss war durch eine Querwand in zwei Räume geteilt, von denen der größere durch einen Kamin beheizt werden konnte. Ein weiterer Kamin befand sich im ersten Obergeschoss, das zudem einen Abort an der Nordwand besaß. Im zweiten Obergeschoss sind die stichbogigen Nischen eines ehemaligen spitzbogigen Doppelfensters mit Dreipassdekoration erhalten. Sie zeigen wohl die einstige Lage des Burgsaals an. 
Der Wohnbau war an der östlichen Angriffsseite durch einen zumindest teilweise runden Bergfried geschützt. Der Turm wurde vielleicht zu einem unbekannten Zeitpunkt gesprengt, sodass von ihm heute nur noch das Fundament vorhanden ist.
Der Zugang zur Ostburg erfolgte von Süden durch die Unterburg, von der heute nur noch wenige Mauerteile übrig sind. Vor dem Tor der Oberburg befinden sich die Reste einer runden Zisterne, deren erhaltener Entnahmeschacht noch 6,68 Meter tief ist, früher aber wohl über 7,50 Meter tief war.
Durch die wenigen vorhandene Stilmerkmale kann die Entstehung der Ostburg grob in das dritte Viertel des 13. Jahrhunderts datiert werden.